# Ferdinand Piëch
Ferdinand Karl Piëch (17. dubna 1937 Vídeň – 25. srpna 2019 Rosenheim, Německo) byl rakouský průmyslník, inženýr, manažer a bývalý předseda dozorčí rady (Aufsichtsratsvorsitzender) skupiny Volkswagen. Byl vnukem Ferdinanda Porscheho.
Piëch zahájil svou kariéru ve firmě Porsche, následně odešel do společnosti Audi po dohodě, že žádný člen rodiny Porsche nebo Piëch by neměl být zapojen do každodenních operací společnosti. Piëch se nakonec stal ředitelem Audi, které jeho zásluhou vzrostlo a začalo konkurovat zavedeným prémiovým značkám Mercedes-Benz a BMW, a to zčásti díky inovativním modelům jako Quattro a 100. V roce 1993 se Piëch stal předsedou a výkonným ředitelem skupiny Volkswagen, jehož úsilím se stala dnešním velkým konglomerátem. Dohlížel na koupi firem Lamborghini a Bentley, stejně jako na založení Bugatti Automobiles, kteréžto značky integroval se značkami Volkswagen, Škoda, SEAT a Audi do žebříkové struktury, podobně jako Alfred Sloan v General Motors. Piëch byl povinen odejít do důchodu ve věku 65 let na základě politiky společnosti Volkswagen, avšak zůstal v dozorčí radě a podílel se na strategických rozhodnutích společnosti až do své nucené rezignace dne 25. dubna 2015.
Vzděláním inženýr, Piëch ovlivnil vývoj mnoha vozů včetně Audi Quattro a zejména Bugatti Veyron, které se stalo nejrychlejším a nejvýkonnějším silničním automobilem své doby. Kvůli svému vlivu na automobilový průmysl Piëch v roce 1999 získal ocenění Car Executive of the Century.

## Biografie
Piëch se narodil ve Vídni jako syn advokáta Antona Piëcha a Louise, dcery Ferdinanda Porscheho. Studoval na lyceu Alpinum Zuoz a následně na ETH Zürich ve Švýcarsku, kde graduoval v roce 1962 diplomovou prací o vývoji motoru Formule 1.
V letech 1963 až 1971 pracoval u Porsche ve Stuttgartu na vývoji modelu Porsche 906 a následných modelech, které vedly k úspěšnému modelu Porsche 917. V roce 1972 odešel do Audi v Ingolstadtu. Od roku 1975 byl ředitelem technického vývoje, který byl zodpovědný za návrhy vozů Audi 80 a Audi 100. V roce 1977 inicioval vývoj vozu pro mistrovství světa v rallye, jehož výsledkem bylo Audi Quattro s pohonem všech kol a přeplňovaným řadovým pětiválcem.
V době mezi odchodem z Porsche a nástupu u Audi Piëch vlastnil malou inženýrskou firmu, kde vyvinul 5válcový řadový vznětový motor pro Mercedes-Benz. Poté, co přišel do Audi, oprášil tento koncept, neboť na trhu existovala poptávka po motorech s více než čtyřmi válci. Modely Audi (a modelová řada VW Passat/Santana odvozená od Audi) tak začaly využívat podélně umístěné řadové pětiválce a pohon předních kol. Tyto motory měly oproti tradičnějším šestiválcům výhody v kompaktnější stavbě a nižších výrobních nákladech.
Roku 1993 Piëch přešel do společnosti Volkswagen AG, mateřské společnosti skupiny Volkswagen, kde se stal předsedou představenstva a nahradil Carla Hahna. V roce 2002 odstoupil z představenstva, ale pokračoval v poradní pozici jako člen dozorčí rady. V roce 2000 byl jmenován ředitelem společnosti Scania AB. V roce 2002 odešel z představenstva a byl nahrazen jako předseda Berndem Pischetsriederem.
Během svého vedení skupiny Volkswagen byl Piëch znám svým agresivním zacílením na další trhy. Úspěšně posunul značky Volkswagen a Audi do vyšších tržních segmentů. Piëch také usiloval o další značky; získal Lamborghini pro Audi a založil společnost Bugatti Automobiles SAS. Jeho nákup britských značek Rolls-Royce a Bentley byl kontroverznější. Získal sice výrobní závod v Crewe, avšak právo užívat značku Rolls-Royce bylo koncernu Volkswagen odepřeno. Piëch později prohlásil, že opravdu chtěl jen značku Bentley, ale ve své době byla ztráta značky Rolls-Royce, kterou získalo konkurenční BMW, všeobecně považována za velkou prohru Volkswagenu.
Oproti tomu jeho úsilí o revitalizaci společnosti Volkswagen v Severní Americe se setkalo s úspěchem. Hahnovy předchozí snahy o znovuzískání postavení na trhu ve Spojených státech a v Kanadě – které vybudoval jako šéf Volkswagen of America v letech 1958 až 1965 – byly neúspěšné, ale Piëch pomohl zvrátit tento stav rozhodnutím vyrábět Volkswagen New Beetle, jehož uvedení na trh v roce 1998 dalo americkému Volkswagenu velmi potřebný impuls.
Díky jeho trvalému vlivu na automobilový průmysl udělil Piëchovi časopis Automobile Magazine ocenění Man of the Year za rok 2011.

## Inženýrství
Během působení v Porsche Piëch inicioval značné změny v politice společnosti. Například pozice pilotů v závodních automobilech byla přesunuta zleva doprava, což bylo výhodou během velkých závodů, které se jely ve směru hodinových ručiček. Do té doby firma Porsche stavěla převážně malé závodní vozy s motory o objemu kolem 2000 cm³, do značné míry odvozené od silničních typů. Porsche se odhodlalo k riskantnímu kroku, když nečekaně zhotovilo pětadvacet speciálů Porsche 917 s pětilitrovými motory, které zaskočily i komisaře FIA stanovující pravidla závodů. Dokonce i Ferrari musel prodat firmu společnosti Fiat, aby mohl udělat takový krok. Piëch, který vždy přemýšlel ve velkém, začal s vývojem 16válcového motoru pro závody série Can-Am. Pravděpodobně není náhodou, že jeho dědeček vyvinul slavný přeplňovaný 16válcový motor pro závodní automobily Auto Union ve třicátých letech minulého století. Piëch však nedostal možnost svůj návrh dokončit, protože přeplňovaná verze stávajícího dvanáctiválce byla jednodušší, výkonnější a velmi úspěšná. O tři desetiletí později jako generální ředitel skupiny Volkswagen Piëch prosadil velmi ambiciózní vůz Bugatti Veyron s přeplňovaným 16válcem do W, výkonem 1001 koní (746 kW) a maximální rychlostí 407 km/h. Na Piëchův popud vznikl také luxusní sedan Volkswagen Phaeton, který měl konkurovat vozům BMW a Mercedes-Benz, avšak prodeje vozu byly zklamáním.

## Podíl v Porsche
Piëch vlastnil významný podíl společnosti Porsche, přesně 10 %. Aby se předešlo rozepřím mezi mnoha členy rodiny, bylo na počátku roku 1972 zavedeno pravidlo, že žádný člen rodiny Porsche nemůže být zapojen do vedení společnosti. Dokonce i zakladatel společnosti Ferry Porsche, Piëchův strýc, byl pouze členem dozorčí rady společnosti Porsche po změně právní formy společnosti z komanditní společnosti na společnost s ručením omezeným. Kvůli tomu Piëch přešel do Audi, poté co založil svou inženýrskou firmu.

## Osobní život a manažerský styl
Piëch zplodil 12 dětí se čtyřmi různými ženami, jeho poslední manželkou byla Ursula Piëch. Byl dyslektik, ateista a vlastnil rozsáhlou sbírku automobilů, která zahrnuje dvě Bugatti Veyron, kterými on a jeho žena pravidelně jezdili. Piëch byl znám jako agresivní a náročný manažer. Podle svých slov propustil jakéhokoliv podřízeného, který „udělá stejnou chybu dvakrát“. Jeho snaha podobně odstranit generálního ředitele Martina Winterkorna ztroskotala a vedla k rezignaci Piëcha a jeho manželky z dozorčí rady.